# NGC 2865
NGC 2865 (również PGC 26601) – galaktyka eliptyczna (E3), znajdująca się w gwiazdozbiorze Hydry. Odkrył ją John Herschel 23 stycznia 1835 roku.